# Liste der Naturdenkmale in Mudau
| Naturdenkmale | Anzahl |
| ------------- | ------ |
| FND           | 1      |
| END           | 21     |
| Gesamt        | 22     |

Die Liste der Naturdenkmale in Mudau nennt die verordneten Naturdenkmale (ND) der im baden-württembergischen Neckar-Odenwald-Kreis liegenden Gemeinde Mudau. In Mudau gibt es insgesamt 22 als Naturdenkmal geschützte Objekte, davon ein flächenhaftes Naturdenkmal (FND) und 21 Einzelgebilde-Naturdenkmale (END).
Stand: 1. November 2016.

## Flächenhafte Naturdenkmale (FND)
| Name                     | Bild | Kennung     | Einzelheiten | Position | Fläche Hektar | Datum        |
| ------------------------ | ---- | ----------- | ------------ | -------- | ------------- | ------------ |
| Seeheumatte              | BW   | 82250601401 | Mudau        | ⊙        | 4,7           | 17. Mai 1994 |
| Legende für Naturdenkmal |      |             |              |          |               |              |

## Einzelgebilde (END)
| Name                                                 | Bild | Kennung     | Einzelheiten | Position | Fläche Hektar | Datum        |
| ---------------------------------------------------- | ---- | ----------- | ------------ | -------- | ------------- | ------------ |
| Baumgruppe: Zwei Eichen, eine Buche und ein Birnbaum |      | 82250601414 | Mudau        | ???      | 0,0           | 1. März 1984 |
| Birnbaum                                             |      | 82250601402 | Mudau        | ???      | 0,0           | 1. März 1984 |
| Birnbaum                                             |      | 82250601404 | Mudau        | ???      | 0,0           | 1. März 1984 |
| Buche, Birke                                         |      | 82250601407 | Mudau        | ???      | 0,0           | 1. März 1984 |
| Buche                                                |      | 82250601411 | Mudau        | ???      | 0,0           | 1. März 1984 |
| Buche                                                |      | 82250601418 | Mudau        | ???      | 0,0           | 1. März 1984 |
| Eiche                                                |      | 82250601403 | Mudau        | ???      | 0,0           | 1. März 1984 |
| Eiche                                                |      | 82250601405 | Mudau        | ???      | 0,0           | 1. März 1984 |
| Eiche                                                |      | 82250601406 | Mudau        | ???      | 0,0           | 1. März 1984 |
| Eiche                                                |      | 82250601410 | Mudau        | ???      | 0,0           | 1. März 1984 |
| Eiche                                                |      | 82250601415 | Mudau        | ???      | 0,0           | 1. März 1984 |
| Esche                                                |      | 82250601417 | Mudau        | ???      | 0,0           | 1. März 1984 |
| Fichte auf Kellereingang                             |      | 82250601409 | Mudau        | ???      | 0,0           | 1. März 1984 |
| Hofeiche                                             |      | 82250601401 | Mudau        | ???      | 0,0           | 1. März 1984 |
| Kirschbaum                                           |      | 82250601408 | Mudau        | ???      | 0,0           | 1. März 1984 |
| Linde mit Bildstock                                  |      | 82250601420 | Mudau        | ???      | 0,0           | 1. März 1984 |
| Linde                                                |      | 82250601413 | Mudau        | ???      | 0,0           | 1. März 1984 |
| Linde                                                |      | 82250601416 | Mudau        | ???      | 0,0           | 1. März 1984 |
| Linde                                                |      | 82250601419 | Mudau        | ???      | 0,0           | 1. März 1984 |
| Linde                                                |      | 82250601421 | Mudau        | ???      | 0,0           | 1. März 1984 |
| Zwei Linden mit Bildstock                            |      | 82250601412 | Mudau        | ???      | 0,0           | 1. März 1984 |
| Legende für Naturdenkmal                             |      |             |              |          |               |              |